# Lommetjärnen (Naverstads socken, Bohuslän)
Lommetjärnen är en sjö i Tanums kommun i Bohuslän och ingår i Enningdalsälvens huvudavrinningsområde.